# العلاقات التوفالية الليسوتوية
العلاقات التوفالية الليسوتوية هي العلاقات الثنائية التي تجمع بين توفالو وليسوتو.

## مقارنة بين البلدين
هذه مقارنة عامة ومرجعية للدولتين:
| وجه المقارنة                                              | توفالو                         | ليسوتو                      |
| --------------------------------------------------------- | ------------------------------ | --------------------------- |
| المساحة (كم2)                                             | 26                             | 32.96 ألف                   |
| عدد السكان (نسمة)                                         | 11.19 ألف                      | 2.23 مليون                  |
| الكثافة السكانية (ن./كم²)                                 | 43.04 ألف                      | 67.66                       |
| العاصمة                                                   | فونافوتي                       | ماسيرو                      |
| اللغة الرسمية                                             | اللغة التوفالوية، لغة إنجليزية | لغة إنجليزية، اللغة السوتية |
| العملة                                                    | دولار توفالو                   | لوتي ليسوتو                 |
| الناتج المحلي الإجمالي (بليون دولار)                      | 39.73 مليون                    | 2.64 مليار                  |
| الناتج المحلي الإجمالي (تعادل القوة الشرائية) بليون دولار | 38.93 مليون                    | 6.30 مليار                  |
| الناتج المحلي الإجمالي الاسمي للفرد دولار أمريكي          | 3.29 ألف                       | 1.07 ألف                    |
| الناتج المحلي الإجمالي للفرد دولار أمريكي                 | 3.77 ألف                       | 2.64 ألف                    |
| مؤشر التنمية البشرية                                      |                                | 0.497                       |
| رمز المكالمات الدولي                                      | +688                           | +266                        |
| رمز الإنترنت                                              | .tv                            | .ls                         |
| المنطقة الزمنية                                           | ت ع م+12:00                    | ت ع م+02:00                 |

## منظمات دولية مشتركة
يشترك البلدان في عضوية مجموعة من المنظمات الدولية، منها:
| علم المنظمة | اسم المنظمة                                 | تاريخ انضمام توفالو | تاريخ انضمام ليسوتو |
| ----------- | ------------------------------------------- | ------------------- | ------------------- |
|             | مؤسسة التنمية الدولية                       | 24 يونيو 2010       | 19 سبتمبر 1968      |
|             | يونسكو                                      | 21 أكتوبر 1991      | 29 سبتمبر 1967      |
|             | الأمم المتحدة                               | 5 سبتمبر 2000       | 17 أكتوبر 1966      |
|             | مجموعة دول أفريقيا والكاريبي والمحيط الهادئ | ?                   | ?                   |
|             | دول الكومنولث                               | ?                   | 1966                |
|             | الاتحاد البريدي العالمي                     | ?                   | ?                   |
|             | البنك الدولي للإنشاء والتعمير               | 24 يونيو 2010       | 25 يوليو 1968       |
|             | الاتحاد الدولي للاتصالات                    | 15 أغسطس 1996       | 26 مايو 1967        |
|             | منظمة حظر الأسلحة الكيميائية                | ?                   | ?                   |

## وصلات خارجية
- موقع وزارة الخارجية الليسوتوية